# Maria Sigri
Maria Sigri, geborene Maria Siegrist, verheiratete Maria Hirschbühl, (* 25. August 1908 in Zürich; † 22. Juni 2012 in Buchs AG) war eine Schweizer Opernsängerin (Sopran).

## Leben
Sie studierte unter anderem in Zürich, Basel und Florenz. Am Stadttheater Bern wirkte sie von 1943 bis 1949. Später hatte sie Auftritte in Zürich, St. Gallen, Genf, Lausanne, Luzern, Mailand, Rom, Florenz, Turin, Wien, Salzburg und Graz, Paris, Caracas, Barcelona, Athen, Ankara, Istanbul und Kairo. Zu den von ihr gesungenen Opern zählen Die Entführung aus dem Serail, Le nozze di Figaro, Così fan tutte oder Die Zauberflöte, wo sie die Königin der Nacht spielte.
Sie war von 1951 bis zu dessen Tod 2002 mit dem Kunstmaler Jack Hirschbühl verheiratet. Das Paar lebte in Bern und später in Ittigen. Maria Sigri starb am 22. Juni 2012 im Alter von 103 Jahren in Buchs AG, wo sie bereits während ihrer Schulzeit gelebt hatte.
Den Künstlernamen Maria Sigri leitete sie aus ihrem Geburtsnamen Maria Siegrist ab.